# Alexandra Calmy
Alexandra Calmy, née le 30 novembre 1969 à Genève, est une médecin infectiologue suisse. Elle est responsable de l'Unité VIH/sida aux Hôpitaux universitaires de Genève.

## Biographie

### Parcours professionnel
Après avoir obtenu sa maturité gymnasiale au Collège Madame de Staël, elle s'engage à 17 ans auprès d'une ONG à Haïti. Forte de cette expérience, elle décide à son retour en Suisse d'entamer des études de médecine à l'Université de Genève. Durant cette période, elle participe bénévolement aux tournées du « Bus itinérant prévention sida », géré par l'association Groupe sida Genève.
Elle s'engage dès 1994, à la fin de ses études, pour Médecins sans frontières (MSF) d'abord au Rwanda puis au Cambodge.
Après une formation en médecine interne, elle rejoint en 1998 l'Unité VIH/sida des Hôpitaux universitaires de Genève (HUG) et partage ses activités entre les HUG et MSF. En collaboration avec MSF, elle participe dès le début des années 2000 à la création des premiers programmes de lutte contre le VIH au Cameroun et Mozambique. Elle obtient par la suite un doctorat en médecine (MD) à l'Université de Genève en 2001 ainsi qu'un PhD à l'Université de Nouvelle-Galles du Sud à Sydney en 2009. Elle est titulaire de spécialisations FMH en médecine interne et maladies infectieuses. 
Elle est nommée Privat-docent en 2010, Professeure assistante en 2014 puis Professeure associée en 2017 au Département de médecine interne de la Faculté de médecine de l’Université de Genève. Depuis juillet 2019, elle est vice-doyenne de l'Université de Genève, chargée de la médecine humanitaire et internationale.
Elle est également membre, depuis 2011, des groupes de l'Organisation mondiale de la santé (OMS) chargés de rédiger les recommandations de prise en charge et prévention du VIH. Elle co-préside, en France, le comité « Recherches cliniques » de l'Agence Nationale de Recherche sur le Sida et les hépatites virales (ANRS) et siège, en Suisse, à la Commission fédérale pour les questions liées aux infections sexuellement transmissibles (CFIT). En 2020, elle intègre la Commission fédérale d'experts sur les questions liées à la pandémie de Covid-19 en Suisse, la Swiss National Covid-19 Science Task Force.

### Recherches
Ses recherches se concentrent principalement sur la thématique du VIH/sida. Elle s'intéresse  à l'optimisation des trithérapies antirétrovirales et au contrôle de leurs effets secondaires.

### Vie privée
Elle est la fille de Micheline Calmy-Rey, ancienne conseillère fédérale et présidente de la Confédération suisse, et d'André Calmy.